# Торе Алфјери (Беневенто)
Торе Алфјери је насеље у Италији у округу Беневенто, региону Кампанија.
Према процени из 2011. у насељу је живело 189 становника. Насеље се налази на надморској висини од 273 м.